# NGC 7426
NGC 7426 (również PGC 70042 lub UGC 12256) – galaktyka eliptyczna (E), znajdująca się w gwiazdozbiorze Jaszczurki. Odkrył ją William Herschel 18 października 1786 roku.